# Městské opevnění (Mělník)
Městské opevnění v Mělníku je z větší části zaniklý systém středověkých hradeb a bran. Zbytky hradeb jsou dokladem středověké fortifikační architektury a základní prvek historického urbanismu města.
Městské opevnění se skládalo z hlavní vnější hradby, parkánové hradby a příkopu a probíhalo po obvodu fortifikace původního raně středověkého hradiště. Zlomkovitě je zachovaná asi 400 metrů dlouhá část vnějších hradeb podél Erbenovy a Ostruhové ulice severně od Náměstí Míru. Přístupná je z vnější strany a s parkovou úpravou. Vnitřní strana hradby je součástí ohrazení pozemků jednotlivých domů, radnice a bývalého kapucínského kláštera.[zdroj⁠?!] Do města se vstupovalo dvěma branami: Labskou a Pražskou. Převážná část hradeb a Labská brána byly zbořeny v 19. století. Nepatrná část hradeb se zachovala jižně od zámku podél ulice Jaroslava Seiferta.

## Hlavní hradba

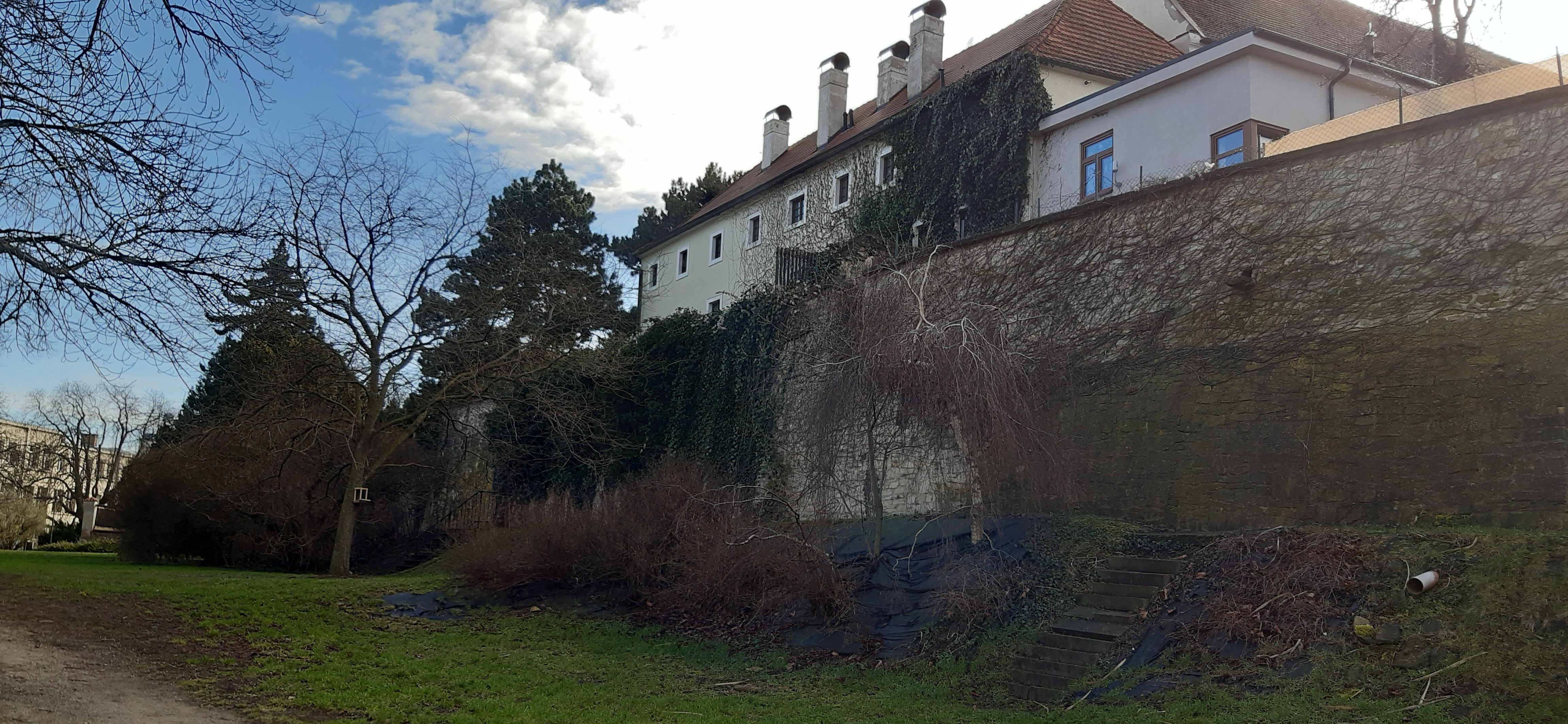
Hlavní hradba, v pozadí budova Regionálního muzea

Hlavní hradba dle zachované části byla asi dva metry silná zeď z opuky. Nejlépe je dochovaná část za domem čp. 55 v Erbenově ulici s ozubem ochozu a fragmentem předprsně. Zachovaly se i další fragmenty: všechny byly upravované a tvoří obvodové zdi domovní zástavby. Nedochovala se žádná hradební věž.

## Parkánová hradba
Nejvýraznější zachovanou součástí je pětiboká bašta s obdélnými střílnami (dochovaná jen v přízemí) za domem v Ostruhové ulici čp. 59/7 na severovýchodní straně města.
Za součást parkánové zdi je možno pokládat také zeď jižně od kostela sv. Petra a Pavla u nároží domu čp. 159 v ulici Na vyhlídce zvaný Stará škola. Budova v minulosti sloužila jako kapitulní dům, škola kleriků, dílna na opisování knih a městská partikulární škola. Parkanová hradba se dochovala v podobě tarasní vyrovnávací zdi. Tvoří jeden celek s vyzdívkou příkopu.

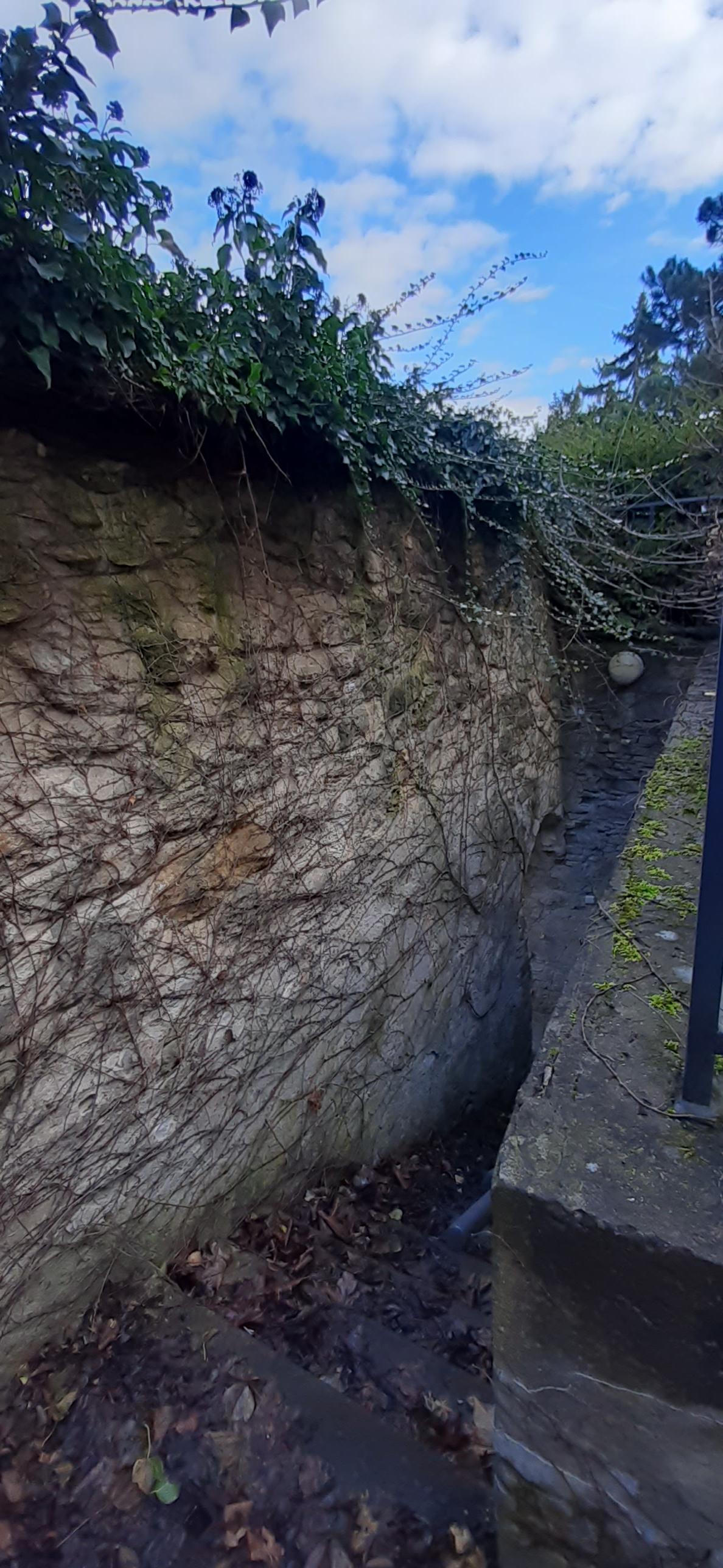
Hlavní hradba (z vnitřní strany) u Regionálního muzea

Vnější hradba ze smíšeného zdiva asi 70 cm silná se dochovala jen na severovýchodní straně města vně příkopu. Vnější líc zdi má cementovou omítku.

## Příkop
Příkop je zachován jen na severovýchodní straně města, dnes je to park s travnatým pozemkem.

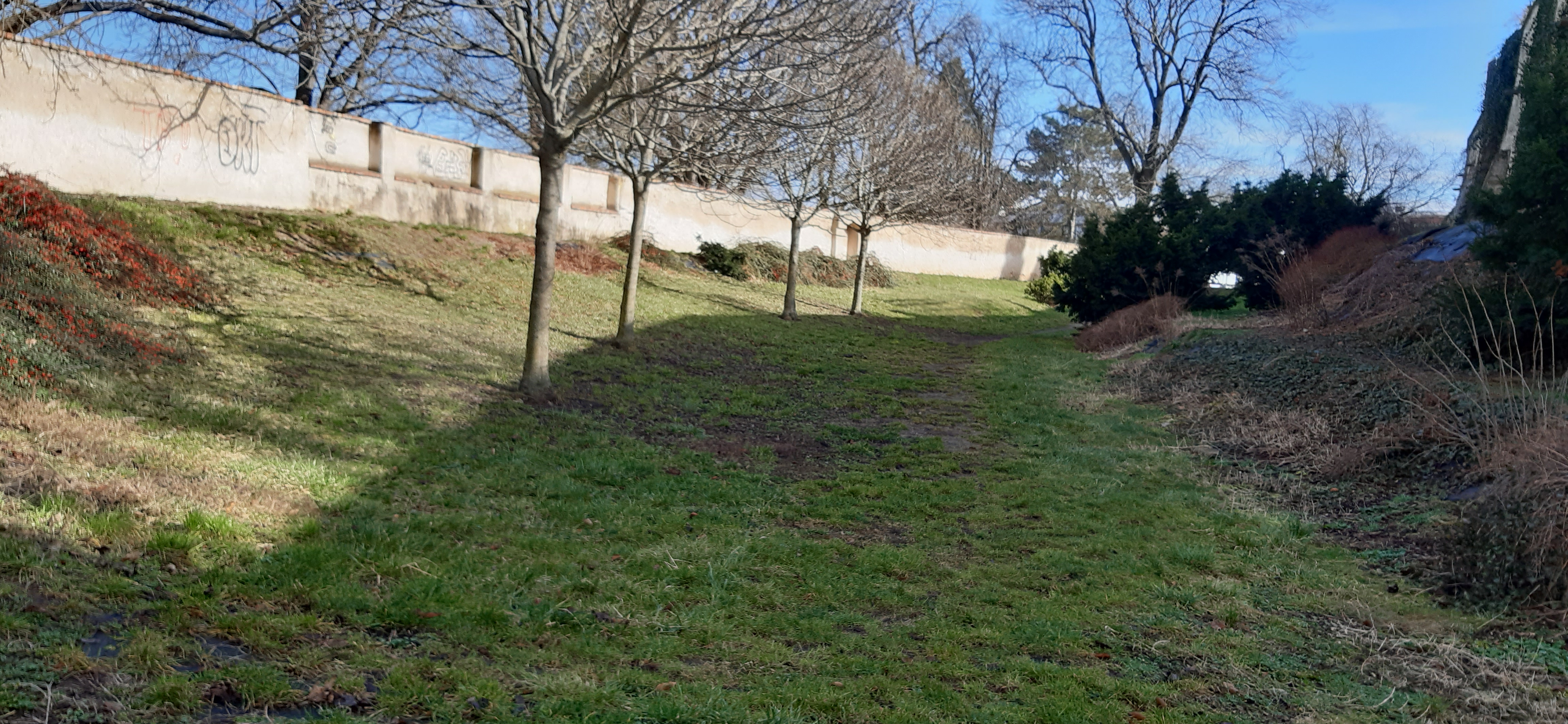
Zbytek příkopu mezi hlavní a parkánovou hradbou

## Pražská brána

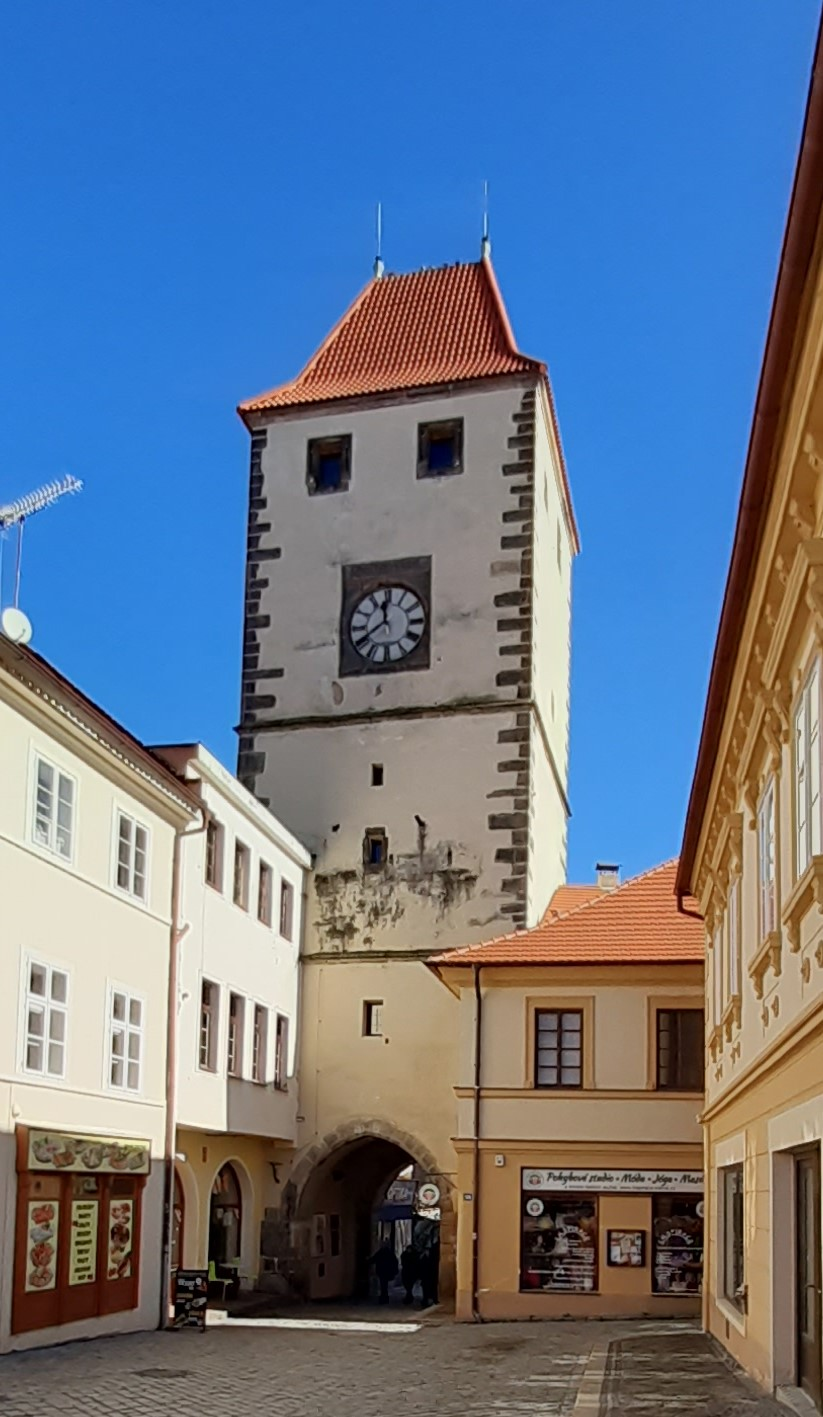
Pražská brána

Pražská brána je nejstarší dochovanou součástí středověkého městského opevnění, pochází pravděpodobně z konce 13. století, kdy se stavěl nový hradební systém. Původně byly brány dvě: dochovaná Pražská a zaniklá brána Labská, o které je první písemná zmínka ze druhé poloviny 14. století.
Pražská brána je gotická průjezdní věžová brána v ulici 5. května východně od Náměstí Míru. Prošla několika přestavbami. K zásadním patří renesanční úprava, při které byla v roce 1536 zvýšena o jeden a půl patra. Dnešních pět pater neodpovídá stavu z roku 1536, byla vytvořena po požáru v roce 1652 (od 3. poschodí výše), další oprava věže následovala po požáru v roce 1799. V minulosti sloužila věž i jako vězení. V roce 1836 byla věž prodána a byl zde vybudován vodojem a čerpána voda z říčky Pšovky a ta rozváděna do městských kašen. V letech 1916-1920 byla věž restaurována podle plánů architekta Kamila Hilberta.
Od šedesátých let 20. století je věž využívána jako čajovna a galerie.